# Черемісіна Ніна Вікторівна
Черемісіна Ніна Вікторівна (14 грудня 1946) — російська академічна веслувальниця.
Срібна призерка Олімпійських Ігор 1980 року в складі парної четвірки зі стерновою, бронзова призерка 1980 року в складі розпашної четвірки зі стерновою. Заслужений майстер спорту з академічного веслування.

## Життєпис
Представниця псковської школи греблі. Черемісіна також тричі ставала чемпіонкою світу, вісім разів вигравала першість СРСР. Чемпіонка мультиспортивних змагань «Дружба-84».
Після закінчення спортивної кар'єри працювала заступником голови обласної ради добровільного спортивного товариства «Спартак», завучем дитячо-юнацької спортивної школи міста Калінінграда, інструктором обласної ради добровільного спортивного товариства «Спартак» у Пскові.

### Нагороди
Нагороджена орденом «Знак Пошани», медалями «За трудову відзнаку», «За трудову доблесть», знаком Центрального Комітету ВЛКСМ «За спортивну доблесть», медаллю «Ветеран праці».